# سلاح‌های شیمیایی در جنگ جهانی اول
تاریخ استفاده از ترکیبات شیمیایی سَمّی به عنوان نوعی اَبزار دفاعی به هزاران سال پیش باز میگردد. نخستین کاربرد گستردۀ سلاحهای شیمیایی در طی جنگ جهانی اوّل گزارش شد [1، 2]. این سلاحها عمدتاً به منظور تضعیف روحیه، مجروح و کُشتن مدافعان مستقر در سنگرها مورداستفاده قرار میگرفت. این نوع سلاحها با ماهیّتی ساکن (به شکل ایستایی) و با فَراریّت کم همراه با پوشش گستردۀ گازی شکل بر روی چنین سنگرهایی از قابلیت کارکردی بسیار مؤثری برخوردار بودند. انواع سِلاح‌های شیمیایی مورداستفاده شامل ترکیبات شیمیایی غیرفعالکنندهای مثل گاز اَشکآور و موارد کُشندهتری چون فُسژِن، کُلُر و گاز خَردَل بود. جنگ شیمیایی به عنوان رُکنی اساسی در جنگ جهانی اوّل و نخستین جنگ تمام‌عیار در قرن بیستم به شمار میرفت. توان نابودکنندگی گازهای شیمیایی محدود بود. بطوریکه، از مجموع ۳/۱ میلیون تلفات ناشی از حمله با گازهای شیمیایی، در حدود ۹۰۰۰۰ نفر کشته شدند. سلاحهای گازی با اغلب سلاحهای مورداستفاده در آن دوره تفاوت داشته و اِمکان بکارگیری اقدامات متقابلی چون استفاده از ماسکهای گاز در برابر حملات شیمیایی وجود داشت. در بحبوحۀ جنگ و با افزایش استفاده از سلاحهای شیمیایی، اثربخشی آنها هم در مجموع کاهش یافت. گسترش استفاده از این دسته عوامل در حملات شیمیایی و پیشرفتهای حاصل در ساختار ترکیباتی با قدرتِ انفجاری بالا سبب شد که برخی از جنگ جهانی اول به عنوان «جنگ شیمیدانها» یاد کنند. این دوره همزمان با ظهور سلاحهای کشتار جمعی هم بود.
استفاده از گاز سمی توسط همۀ طرفهای اصلی درگیر در طی جنگ جهانی اول، مِصداق جنایت جنگی بود. زیرا، استفاده از آن ناقض اعلامیۀ (۱۸۹۹) لاهه در مورد گازهای خفه‌کننده (گازهای غیرسمی یا با سمیت کم) و کنوانسیون (۱۹۰۷) لاهه در مورد جنگ زمینی است که استفاده از «سلاحهای سمی یا مسموم‌کننده» را ممنوع اعلام کرد ]5، 6[. وحشت گسترده و اِنزجار عمومی در برابر استفاده از سلاحهای گازی و پیامدهای ناشی از آن منجر به استفادۀ کمتر طرفهای درگیر از سلاحهای شیمیایی در طی جنگ جهانی دوم شد.

## تاریخچۀ گاز سمی در جنگ جهانی اول

### سال (۱۹۱۴): گاز اشک‌آور
از شایعترین ترکیبات شیمیایی مورداستفاده در جنگ جهانی اول میتوان به محرکهای اشک‌آور و نه صرفاً ترکیبات سَمّی کشنده یا ناتوان‌کننده اشاره کرد. نخستین بار، ارتش فرانسه در طی جنگ جهانی اول از گاز اشک‌آور استفاده کرد. این نیرو در ماه اوت سال (۱۹۱۴) اقدام به بکارگیری نارنجکهای ۲۶ میلیمتری پُرشده از اتیلبرمواَستات نمود. مقادیر اندک گاز آزادشده در حدود ۱۹ سانتیمترمکعب (۲/۱ اینچ در هر مترمکعب) حتی توسط آلمانیها هم شناسایی نشد. ذخایر این گاز به سرعت مصرف شد و تا ماه نوامبر، سفارش جدیدی توسط ارتش فرانسه ثبت شد. از آنجایی که بُرُم در میان نیروهای متفقین کمیاب بود، مادۀ فعال نارنجکها به کلرواَستون تغییر یافت.
در اُکتبر (۱۹۱۴)، سربازان آلمانی با خمپاره‌هایی مَملو از نوعی ترکیب شیمیایی تحریک‌کننده (گاز اشک‌آور) مواضع بریتانیا را در منطقۀ نيوفشابيل هدف قرار دادند. هرچند که غلظت این ترکیب مورداستفاده به حدی کم بود که ارتش بریتانیا هم به سختی متوجۀ آن شد ]8[. هیچیک از طرفهای درگیر جنگ استفاده از گاز اشکآور را در تضاد با معاهدۀ (۱۸۹۹) لاهه ندانستند. این معاهده به طور خاص استفاده از خمپاره‌های حاوی گاز خفه‌کننده یا سمی را ممنوع کرده بود.

### سال (۱۹۱۵): کاربرد وسیع و گازهای کشنده
اولین کاربرد گسترده از گاز به عنوان نوعی سلاح در تاریخ ۳۱ ژانویۀ سال (۱۹۱۵) رُخ داد. در طی نبرد بولیموف، آلمانیها اِقدام به شلیک ۱۸۰۰۰ خمپارۀ حاوی گاز اشک‌آور زایلیلبروماید به سمت مواضع روسیه در رودخانه راوكا در غرب ورشو کردند. مادۀ شیمیایی به جای آن که تبخیر شود، منجمد شد و نتوانست اثر مطلوبی از خود برجای بگذارد.